# 銀輪部隊

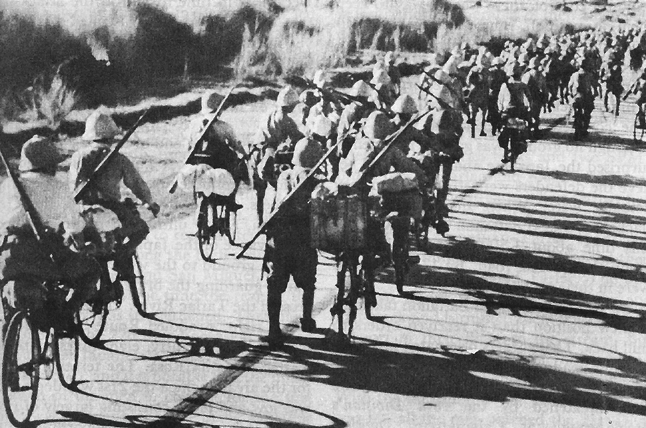
フィリピンの戦いでの銀輪部隊

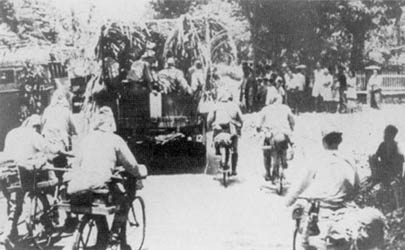
蘭印作戦中、ジャワ島での銀輪部隊

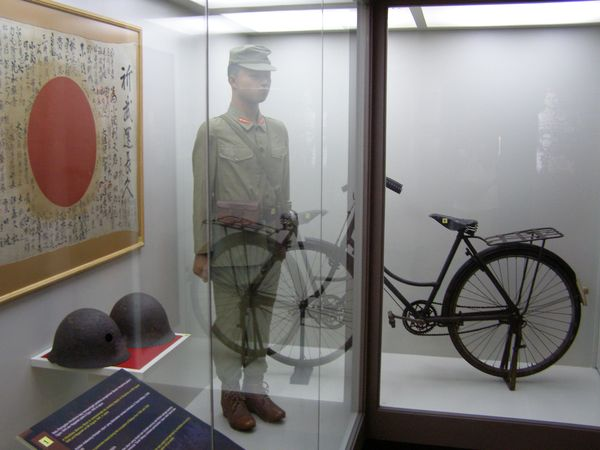
マレー作戦で使用された自転車。一般的な家庭用の実用車を流用していたことが分かる

銀輪部隊（ぎんりんぶたい）は、太平洋戦争（大東亜戦争）時に主に南方作戦で運用された自転車で行軍する大日本帝国陸軍部隊の日本国内における通称・愛称である。

## 概要
当時、どの国も歩兵部隊を安定して輸送できるだけの自動車を有するほど機械化はされておらず、歩兵の移動は依然として徒歩が中心だった。
進攻速度が重視された南方作戦においては、兵器・物資輸送の自動車に遅れずに陸上歩兵部隊をいかに高速輸送するかが一大問題となった。
この問題を解決するために、日本陸軍は現地の自転車を徴発し、急造の自転車部隊を編成した。「銀輪部隊」とは、この部隊に国内の新聞などで与えられた愛称である。この背景には、当時品質が良かった日本の自転車が東南アジア各地に輸出されており、故障しても部品調達が容易だった事情もある。なお、元読売新聞の従軍記者だった山崎英祐は自身がネーミングしたものだとする。
自転車はフィリピンやマレー半島のジャングルやゴム林・椰子林などの道を進んだ。自動車、戦車が通れない狭い道でも通れ、川があれば担いで渡れた。銀輪部隊は破壊された橋梁の修復を行って輸送隊の自動車を助けつつ進軍し、緒戦の南方攻略を容易にした。
なお、開戦前の南部仏印進駐にも銀輪部隊は活用され、写真が残っている。